# Verbandsgemeinde Waldfischbach-Burgalben
Die Verbandsgemeinde Waldfischbach-Burgalben ist eine Gebietskörperschaft im Landkreis Südwestpfalz in Rheinland-Pfalz. Der Verbandsgemeinde gehören acht eigenständige Ortsgemeinden an, der Verwaltungssitz ist in Waldfischbach-Burgalben.

## Verbandsangehörige Gemeinden
| Ortsgemeinde                             | Fläche (km²) | Einwohner |
| ---------------------------------------- | ------------ | --------- |
| Geiselberg                               | 6,33         | 793       |
| Heltersberg                              | 28,15        | 2.046     |
| Hermersberg                              | 13,02        | 1.746     |
| Höheinöd                                 | 10,88        | 1.185     |
| Horbach (Pfalz)                          | 5,30         | 494       |
| Schmalenberg                             | 10,39        | 763       |
| Steinalben                               | 2,54         | 378       |
| Waldfischbach-Burgalben                  | 17,61        | 4.720     |
| Verbandsgemeinde Waldfischbach-Burgalben | 94,22        | 12.125    |

(Einwohner am 31. Dezember 2023)

## Geschichte
Die Verbandsgemeinde Waldfischbach-Burgalben wurde im Rahmen der in den 1960er Jahren begonnenen rheinland-pfälzischen Funktional- und Gebietsreform auf der Grundlage des „Dreizehnten Landesgesetzes über die Verwaltungsvereinfachung im Lande Rheinland-Pfalz“ vom 1. März 1972, in Kraft getreten am 22. April 1972, neu gebildet.
Zuvor galten im damaligen Regierungsbezirk Pfalz im Wesentlichen die aus der Pfalz (Bayern) (1816 bis 1946) stammenden Verwaltungsstrukturen.

## Bevölkerungsentwicklung
Die Entwicklung der Einwohnerzahl bezogen auf das Gebiet der heutigen Verbandsgemeinde Waldfischbach-Burgalben; die Werte von 1871 bis 1987 beruhen auf Volkszählungen:
| Jahr | Einwohner |
| 1815 | 3.630     |
| 1835 | 4.810     |
| 1871 | 5.387     |
| 1905 | 6.841     |
| 1939 | 10.326    |
| 1950 | 11.377    |

| Jahr | Einwohner |
| 1961 | 13.135    |
| 1970 | 13.863    |
| 1987 | 12.795    |
| 1997 | 13.304    |
| 2005 | 13.105    |
| 2023 | 12.125    |

## Politik

### Verbandsgemeinderat
Der Verbandsgemeinderat Waldfischbach-Burgalben besteht aus 28 ehrenamtlichen Ratsmitgliedern, die bei der Kommunalwahl am 9. Juni 2024 in einer personalisierten Verhältniswahl gewählt wurden, und dem hauptamtlichen Bürgermeister als Vorsitzendem.
Die Sitzverteilung im Verbandsgemeinderat:
| Wahl | SPD | CDU | FWG | Gesamt   |
| ---- | --- | --- | --- | -------- |
| 2024 | 12  | 16  | –   | 28 Sitze |
| 2019 | 11  | 10  | 7   | 28 Sitze |
| 2014 | 11  | 10  | 7   | 28 Sitze |
| 2009 | 9   | 12  | 7   | 28 Sitze |
| 2004 | 8   | 12  | 8   | 28 Sitze |

- FWG = Freie Wählergruppe Waldfischbach-Burgalben e. V.

### Bürgermeister
- 1972–1979: Emil Dietrich (WGR)
- 1980–2006: Ernst Becker (CDU)
- 2007–2014: Winfried Krämer (CDU)
- 2015–2022: Lothar Weber (SPD)[6]
- seit 2023: Felix Leidecker (CDU)

Bei der Direktwahl am 11. September 2022 konnte sich Leidecker mit einem Stimmenanteil von 56,8 % gegen den SPD-Kandidaten Jochen Werle durchsetzen und trat seine achtjährige Amtszeit am 1. Januar 2023 an.

### Wappen
Die Blasonierung des Wappens lautet: „In achtfach von Gold und Blau geteiltem Schildbord, darin ein blauer Fisch, in Schwarz rechts fünf silberne Bollen 2:1:2, links ein rotbewehrter und -bezungter goldener Löwe.“
Es wurde 1981 von der Bezirksregierung Neustadt genehmigt.

### Partnerschaften
- Kreisstadt Schleiz, Thüringen